# Брунненталь (Золотурн)
Брунненталь (нем. Brunnenthal) — деревня и бывшая коммуна в Швейцарии, в кантоне Золотурн.
До 2009 года имела статус отдельной коммуны. 1 января 2010 года вошла в состав коммуны Мессен.
Входит в состав округа Бухегберг. Население составляет 194 человека (на 31 декабря 2007 года). Официальный код — 2447.